# Melissa Tkautz

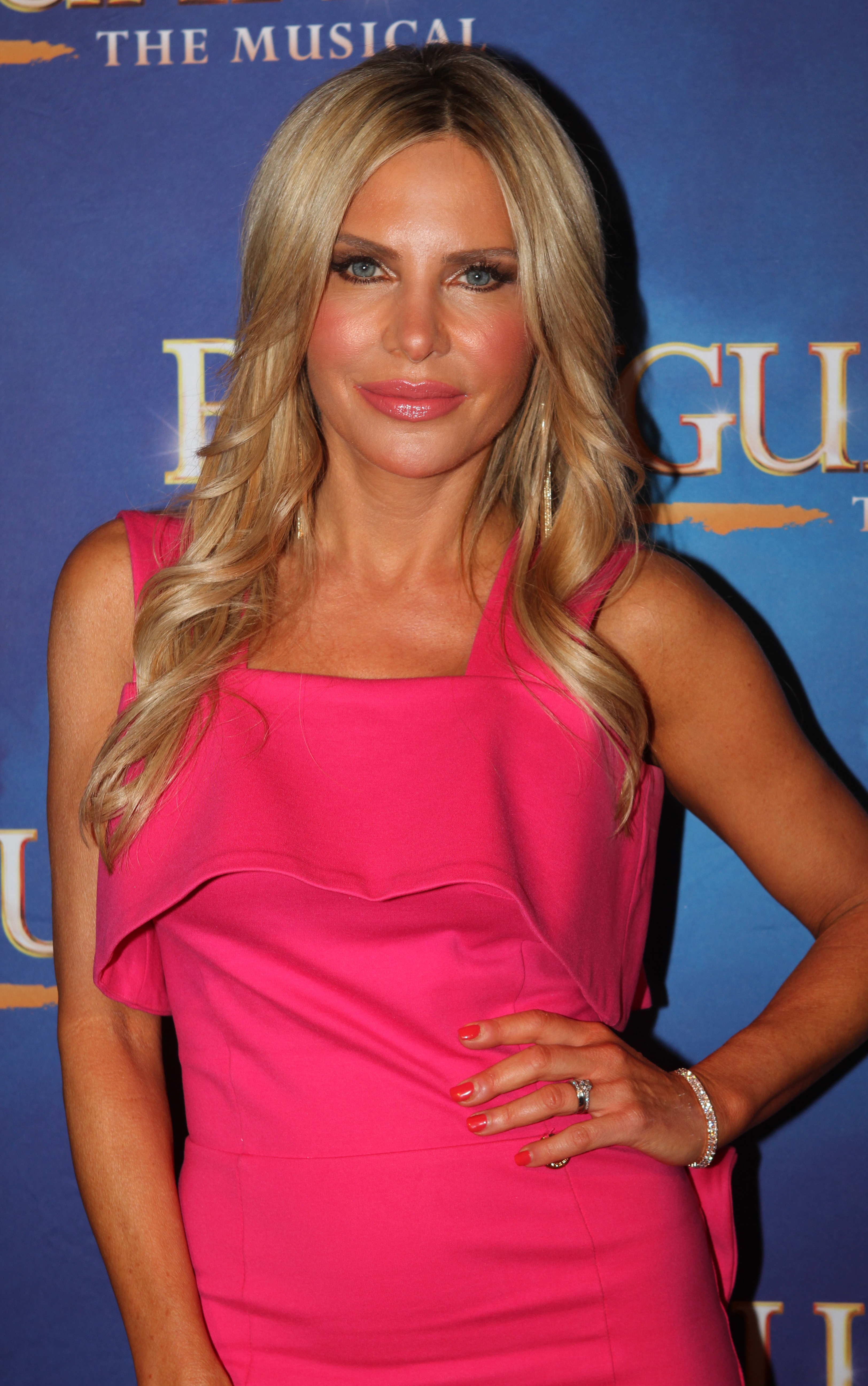
Melissa Tkautz (2017)

Melissa Natalie Nicholas (* 24. Januar 1974 in Sydney, New South Wales als Melissa Natalie Tkautz) ist eine australische Schauspielerin, Sängerin, Model und Moderatorin.

## Leben
Tkautz ist die Tochter des Österreichers Stefan Tkautz und einer Malteserin. Sie betonte, dass sie eine strenge Erziehung genoss. 1999 verstarb ihr Vater an Krebs. Bereits als Kind nahm sie erste Modelaufträge entgegen und wirkte bereits bis zu ihrem 17. Lebensjahr in gut 160 Werbespots oder Fotokampagnen mit. Sie besuchte die AIM Dramatic Arts, wo sie das Schauspiel lernte. Am 14. Februar 2009 heiratete sie den Geschäftsmann Kwesi Nicholas und nahm dessen Nachnamen Nicholas an, tritt in der Öffentlichkeit allerdings ausnahmslos unter ihrem Geburtsnamen in Erscheinung. Sie sind Eltern von zwei Kindern.
Anfang der 1990er Jahre debütierte sie in einer Reihe von Fernsehserien als Schauspielerin. Von 1990 bis 1993 verkörperte sie die Rolle der Nikki Spencer in insgesamt 158 Episoden der Fernsehserie E Street. Episodenrollen übernahm sie unter anderen in Police Rescue – Gefährlicher Einsatz und Beastmaster – Herr der Wildnis. Eine weitere große Serienrolle übernahm sie 1995 in Echo Point als Jules. Von 2001 bis 2004 war sie in der Fernsehserie All Saints in der Rolle der Andrea Stuart zu sehen, von 2008 bis 2011 wirkte sie in der Rolle der Melissa Schembry in der Fernsehserie Swift and Shift Couriers mit. 2017 übernahm sie eine größere Rolle im Spielfilm Boar.
Seit 1991 tritt sie auch als Sängerin in Erscheinung. Ihr Song Read My Lips konnte sich zwei Wochen auf Platz eins der australischen Charts halten. 1992 erschien das Studioalbum Fresh. 2005 folgte mit Lost & Found ihr zweites Album. The Glamorous Life ist ihr drittes Studioalbum und erschien 2007. 2012 wurde die Compilation The Hits & More veröffentlicht.

## Filmografie
- 1990: Home and Away (Fernsehserie, Episode 1x521)
- 1990–1993: E Street (Fernsehserie, 158 Episoden)
- 1991: Police Rescue – Gefährlicher Einsatz (Police Rescue) (Fernsehserie, Episode 1x09)
- 1991: The Girl from Tomorrow (Fernsehserie, 3 Episoden)
- 1992: The Girl from Tomorrow (Fernsehfilm)
- 1993: Paradise Beach (Fernsehserie)
- 1995: Echo Point (Fernsehserie, 39 Episoden)
- 1996: Pacific Drive (Fernsehserie)
- 1996: Adrenalin – Notärzte im Einsatz (Medivac) (Fernsehserie)
- 1999: Beastmaster – Herr der Wildnis (BeastMaster) (Fernsehserie, Episode 1x06)
- 1999: Game Room
- 2001–2004: All Saints (Fernsehserie, 6 Episoden)
- 2003: Pizza (Fernsehserie, Episode 3x09)
- 2008–2011: Swift and Shift Couriers (Fernsehserie, 18 Episoden)
- 2011: Housos
- 2017: Boar
- 2019: Fat Pizza: Back in Business (Fernsehserie, 2 Episoden)

## Diskografie
Alben
- 1992: Fresh, Label: Phantom Records/Demon Music Group, Erstveröffentlichung: 15. Juni 1992
- 2005: Lost & Found, Label: JRB Music/Big Records, Erstveröffentlichung: 4. Dezember 2005
- 2007: The Glamorous Life, Label: Rajon Music Group, Erstveröffentlichung: 4. Dezember 2005

Singles
- 1991: Sexy (Is The Word), Label: Mercury
- 1991: Read My Lips, Label: Mercury
- 1992: My House, Label: Mercury
- 1992: Skin To Skin, Label: Phonogram/Powerhouse
- 1993: Is It…?, Label: Phonogram
- 2005: All I Want, Label: Big Records
- 2005: The Glamorous Life, Label: Big Records
- 2006: Easily Affected, Label: Rajon Music Group
- 2015: Gotta Let You Go
- 2017: The Key

Compilations
- 2012: The Hits & More